# Keyacris scurra
Keyacris scurra är en insektsart som först beskrevs av Rehn, J.A.G. 1952.  Keyacris scurra ingår i släktet Keyacris och familjen Morabidae. Inga underarter finns listade i Catalogue of Life.